# Gowdeyana vitrisetosus
Gowdeyana vitrisetosus är en tvåvingeart som först beskrevs av Lindner 1935.  Gowdeyana vitrisetosus ingår i släktet Gowdeyana och familjen vapenflugor. Inga underarter finns listade i Catalogue of Life.